# Schaatsen op de Olympische Winterspelen 2018 - Massastart mannen
De massastart mannen op de Olympische Winterspelen 2018 in Pyeongchang werd op zaterdag 24 februari 2018 in de Gangneung Science Oval in Gangneung, Zuid-Korea verreden. Dit was de eerste keer dat de massastart op de Olympische Winterspelen werd verreden. De Koreaan Lee Seung-hoon was de eerste die goud wist te winnen op dit onderdeel.

## Tijdschema
| Datum       | Lokale tijd | MET   | Ronde         |
| ----------- | ----------- | ----- | ------------- |
| 24 februari | 20:45       | 12:45 | Halve finales |
| 24 februari | 22:00       | 14:01 | Finale        |

## Uitslag

### Halve finale 1
| Rang | Naam               | Land | Ronden | Spr. 1 | Spr. 2 | Spr. 3 | Eindsprint | Punten | Tijd    |
| ---- | ------------------ | ---- | ------ | ------ | ------ | ------ | ---------- | ------ | ------- |
| 1    | Linus Heidegger    | AUT  | 16     |        |        |        | 60         | 60     |         |
| 2    | Andrea Giovannini  | ITA  | 16     |        |        | 1      | 40         | 41     |         |
| 3    | Shane Williamson   | JPN  | 16     |        |        |        | 20         | 20     |         |
| 4    | Viktor-Hald Thorup | DEN  | 16     |        |        | 5      |            | 5      | 8.34,06 |
| 5    | Koen Verweij       | NED  | 16     | 5      |        |        |            | 5      | 8.44,90 |
| 6    | Lee Seung-hoon     | KOR  | 16     |        | 5      |        |            | 5      | 8.45,37 |
| 7    | Olivier Jean       | CAN  | 16     |        | 1      | 3      |            | 4      |         |
| 8    | Alexis Contin      | FRA  | 16     |        | 3      |        |            | 3      | 8.28,70 |
| 9    | Haralds Silovs     | LAT  | 16     | 3      |        |        |            | 3      | 8.28,93 |
| 10   | Brian Hansen       | USA  | 16     | 1      |        |        |            | 1      |         |
| 11   | Fjodor Mezentsev   | KAZ  | 16     |        |        |        |            | 0      | 8.43,26 |
| 12   | Reyon Kay          | NZL  | 16     |        |        |        |            | 0      | 9.17,99 |

### Halve finale 2
| Rang | Naam                  | Land | Ronden | Spr. 1 | Spr. 2 | Spr. 3 | Eindsprint | Punten | Tijd    |
| ---- | --------------------- | ---- | ------ | ------ | ------ | ------ | ---------- | ------ | ------- |
| 1    | Peter Michael         | NZL  | 16     |        |        |        | 60         | 60     |         |
| 2    | Stefan Due Schmidt    | DEN  | 16     |        |        |        | 40         | 40     |         |
| 3    | Vital Michajlaw       | BLR  | 16     |        |        |        | 20         | 20     |         |
| 4    | Sven Kramer           | NED  | 16     |        | 3      | 3      |            | 6      |         |
| 5    | Bart Swings           | BEL  | 16     | 5      |        |        |            | 5      | 8.13,57 |
| 6    | Chung Jae-won         | KOR  | 16     |        | 5      |        |            | 5      | 8.17,02 |
| 7    | Livio Wenger          | SUI  | 16     |        |        | 5      |            | 5      | 8.17,17 |
| 8    | Joey Mantia           | USA  | 16     | 3      |        |        |            | 3      |         |
| 9    | Sverre Lunde Pedersen | NOR  | 16     |        | 1      | 1      |            | 2      |         |
| 10   | Konrad Niedźwiedzki   | POL  | 16     | 1      |        |        |            | 1      |         |
| 11   | Ryosuke Tsuchiya      | JPN  | 16     |        |        |        |            | 0      | 7.55,77 |
| 12   | Hongli Wang           | CHN  | 16     |        |        |        |            | 0      | 8.00,97 |

| Legenda kleuren in de tabellen |
| ------------------------------ |
| Geplaatst voor finale          |
| Uitgeschakeld                  |

### Finale
| Rang   | Naam               | Land | Ronden | Spr. 1 | Spr. 2 | Spr. 3 | Eindsprint | Punten | Tijd    |
| ------ | ------------------ | ---- | ------ | ------ | ------ | ------ | ---------- | ------ | ------- |
| Goud   | Lee Seung-hoon     | KOR  | 16     |        |        |        | 60         | 60     |         |
| Zilver | Bart Swings        | BEL  | 16     |        |        |        | 40         | 40     |         |
| Brons  | Koen Verweij       | NED  | 16     |        |        |        | 20         | 20     |         |
| 4      | Livio Wenger       | SUI  | 16     | 3      | 3      | 5      |            | 11     |         |
| 5      | Viktor-Hald Thorup | DEN  | 16     |        | 5      | 3      |            | 8      |         |
| 6      | Linus Heidegger    | AUT  | 16     | 5      | 1      |        |            | 6      |         |
| 7      | Vital Michajlaw    | BLR  | 16     | 1      |        |        |            | 1      | 7.53,38 |
| 8      | Chung Jae-won      | KOR  | 16     |        |        | 1      |            | 1      | 8.32,71 |
| 9      | Joey Mantia        | USA  | 16     |        |        |        |            | 0      | 7.45,21 |
| 10     | Alexis Contin      | FRA  | 16     |        |        |        |            | 0      | 7.45,64 |
| 11     | Shane Williamson   | JPN  | 16     |        |        |        |            | 0      | 7.46,19 |
| 12     | Andrea Giovannini  | ITA  | 16     |        |        |        |            | 0      | 7.46,83 |
| 13     | Stefan Due Schmidt | DEN  | 16     |        |        |        |            | 0      | 7.47,53 |
| 14     | Olivier Jean       | CAN  | 16     |        |        |        |            | 0      | 7.49,30 |
| 15     | Peter Michael      | NZL  | 16     |        |        |        |            | 0      | 7.49,33 |
| 16     | Sven Kramer        | NED  | 16     |        |        |        |            | 0      | 8.13,95 |

2018 ·
2022